# Кв
Кв кв – dwuznak cyrylicy używany w języku abazyńskim.

## Zastosowanie
Dźwiękiem dwuznaku Кв w języku abazyńskim jest [kʷ], labializowana spółgłoska zwarta miękkopodniebienna bezdźwięczna.

## Kodowanie
| Forma     | Wygląd | Części składowe | Części składowe |
| --------- | ------ | --------------- | --------------- |
| majuskuła | Кв     | U+041A К        | U+0412 в        |
| minuskuła | кв     | U+043A к        | U+0432 в        |